# Visa USA
Visa USA és una pel·lícula colombiano-cubana estrenada en 1986, dirigida per Lisandro Duque Naranjo i protagonitzada per Armando Gutiérrez, Marcela Agudelo i Vicky Hernández. Relata la història del fill d'un avicultor colombià que desitja mudar-se als Estats Units i viure el somni americà costi el que costi.

## Sinopsi
Adolfo, el fill d'un avicultor colombià de classe mitjana baixa, somia amb viure als Estats Units, en part per a impressionar a la seva núvia Patricia, una jove de classe alta que viatja de manera constant a terres estatunidenques. Esperançat a poder obtenir una visa, Adolfo es presenta en l'ambaixada i rep una resposta negativa. Obsessionat pel seu viatge, decideix emprendre camí als Estats Units a qualsevol preu.

## Repartiment
- Armando Gutiérrez - Adolfo
- Marcela Agudelo - Patricia
- Gellver de Currea - Moncho
- Vicky Hernández - Mare de Patricia
- Helios Fernández - Pare de Patricia
- Lucy Martínez - Mare d'Adolfo

## Recepció
Al Festival Internacional de Cinema de Cartagena de Indias va guanyar el Pelícan d'Or a la millor pel·lícula i una menció especial a la millor actriu debutant per Marcela Agudelo. Al Festival de Cinema de Bogotà va rebre el premi India Catalina a la millor pel·lícula, al millor guió i al millor actor de repartiment (Armando Gutiérrez).